# Вырезка (филателия)

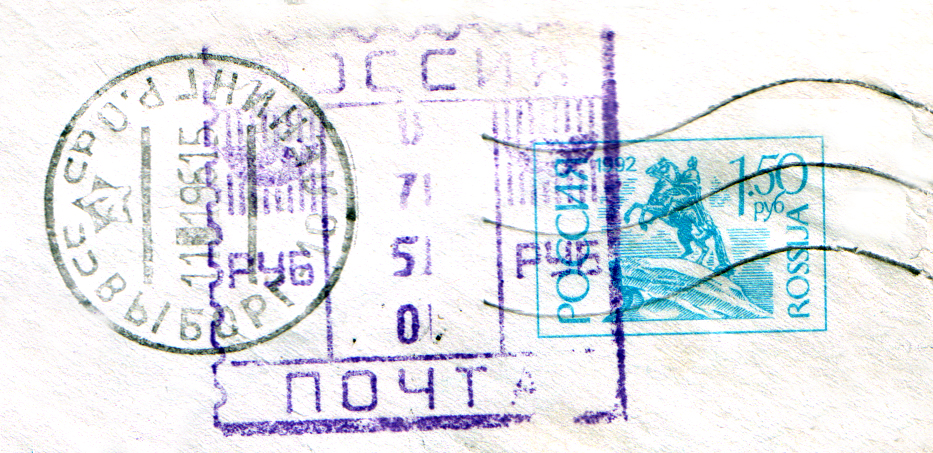
Вырезка (цельная вещь) с напечатанной маркой России (1992, 1,5 рубля), провизорием Выборга (1996, 750 рублей) и почтовым штемпелем

Вы́резка — в филателии вырезанный из цельной или целой вещи или почтового документа фрагмент прямоугольной, квадратной или другой формы, содержащий погашенные знаки почтовой оплаты, оттиски различных почтовых или других штемпелей и штампов (например, предварительного гашения).

## Описание
По форме вырезки могут быть круглые, овальные, прямоугольные или многоугольные. Прошедшая почту вырезка может содержать оттиск почтового штемпеля (календарного, специального, франкотипа). На вырезке может быть представлен и один лишь оттиск почтового штемпеля без марки. Вырезка противопоставляется «полной» цельной или целой вещи или более распространённой в ранние времена практике «вырезания по форме изображения» или обрезания всей бумаги, кроме отпечатанного рисунка.

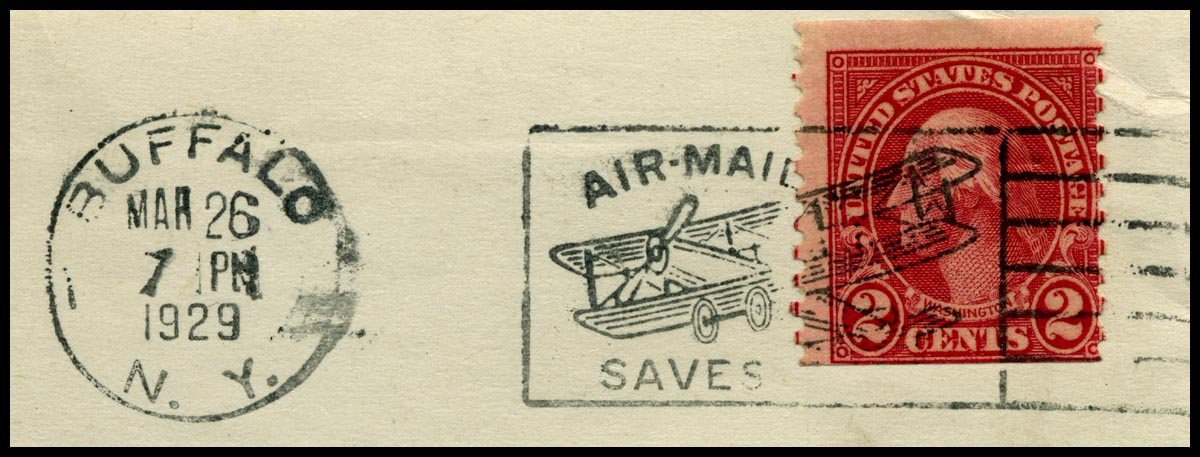
Вырезка марки США (Sc #599A) с почтовым штемпелем и штампом рекламного характера (1929)
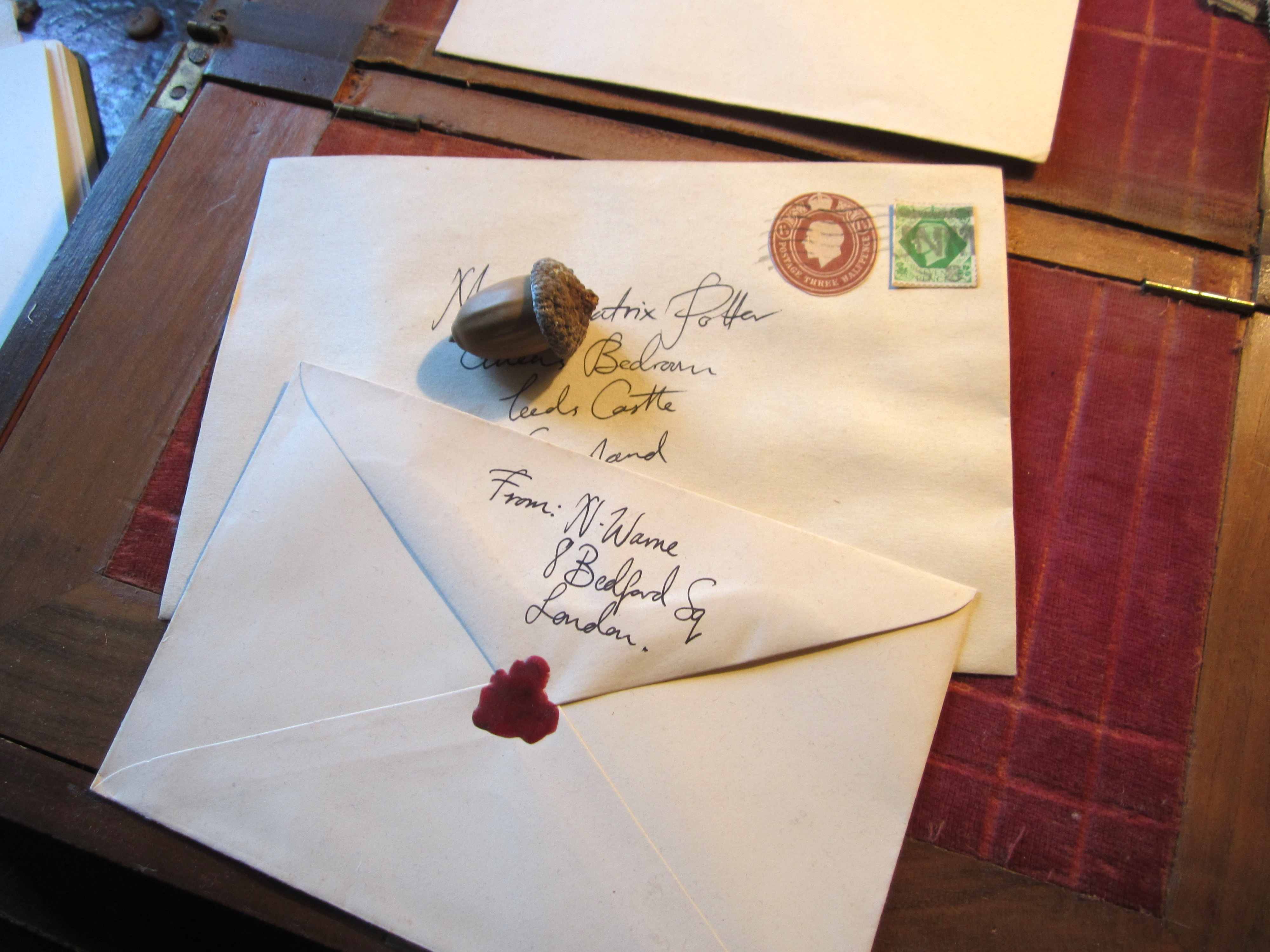
В почтовой практике Великобритании допускается использование наклеенных на конверт вырезок в качестве знаков почтовой оплаты[англ.]

## Коллекционирование вырезок

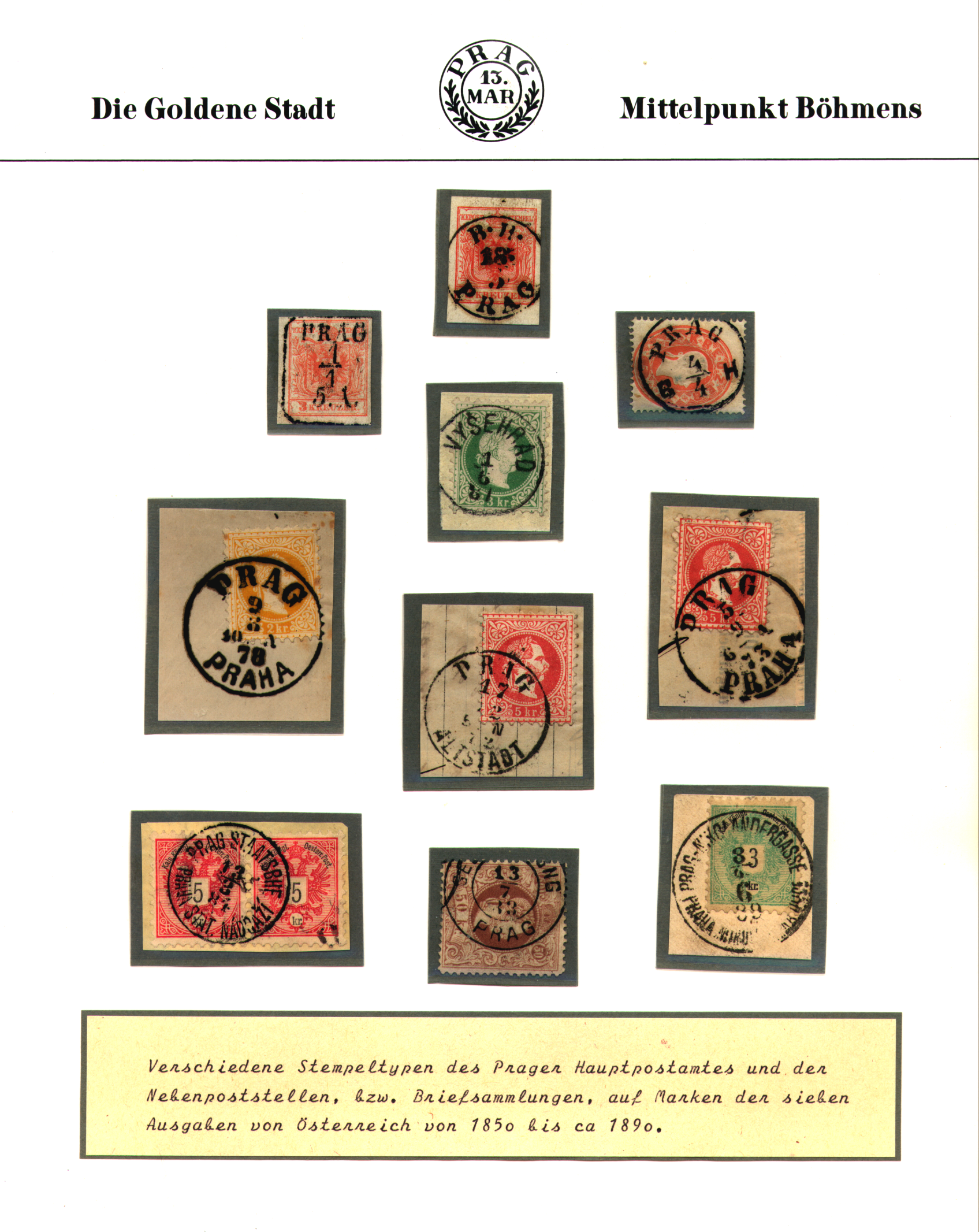
Альбомный лист коллекции почтовых штемпелей Праги на вырезках и марках

Несмотря на то, что большинство филателистов в наше время предпочитает коллекционировать конверты и почтовые карточки полностью, в прошлом, в течение многих десятилетий, было сделано огромное количество вырезок. Некоторые виды цельных вещей сохранились только в виде вырезок. Вырезки, даже из современных маркированных конвертов, по-прежнему считаются пригодными для коллекционирования, хотя нынешние филателисты обычно воздерживаются от практики «вырезания по форме изображения».
Отношение к вырезкам у филателистов разное. Одни вообще не признают никаких вырезок. Другие считают, что их можно делать только из цельных вещей, третьи — из целых вещей. В последнее время вырезки широко применяются в филателистических экспонатах, так как позволяют более полно использовать площадь выставочного стенда.

## Как делать вырезку
Оттиски штемпелей вырезают таким образом, чтобы вырезка была прямоугольной формы и чтобы вертикальная ось оттиска штемпеля проходила параллельно вертикальным сторонам вырезки. При вырезании оттиска штемпеля вместе с маркой края вырезки должны быть параллельны краям марки. От края изображения до края вырезки желательно оставлять не менее 0,5—1,0 см. Обрез вырезки должен быть ровным, без зарезов от ножниц. Поэтому желательно использовать специальный резак (филателистический или фотографический).

## Оформление вырезки в коллекции
Вырезки в коллекции крепятся аналогично почтовым маркам:
- В случае крепления филателистических материалов на подкладках или в клеммташах таким же образом оформляют и вырезки.
- Если марки обводятся рамкой, то так же поступают и с вырезками.